# Wilhelm Bousset
Wilhelm Bousset (n. 3 septembrie 1865 - d. 8 martie 1920) a fost un teolog german, erudit exeget al Noului Testament.

## Biografie
Și-a urmat studiile la Universitatea din Erlangen și Leipzig, unde l-a avut ca profesor pe Adolf von Harnack (1851-1930). În 1890 a devenit profesor de exegeză biblică a Noului Testament la Universitatea din Goettingen, iar ulterior la Universitatea din Giessen.
Bousset a fost o figură marcanta a Școlii de Istorie a Religiilor, care reunea savanți precum Richard August Reitzenstein (1861-1931), Albert Eichhorn (1856-1926) și Hermann Gunkel (1862-1932). Este renumit datorită studiilor sale comparate între Biserica creștină timpurie și alte credințe religioase, îndeosebi iudaismul elenistic. În scrierile sale, Bousset a demonstrat că gândirea creștină a fost profund influențată de culturile și sistemele de credință învecinate.
Una din contribuțiile sale majore la cunoașterea creștinismului este întocmirea unui amplu studiu al evoluției acestuia de la începuturi pâna la Irineu de Lyon (sec. III). A descoperit că numele de Kyrios (Domn) pe care Sf. Pavel l-a dat lui Iisus Hristos era același nume pe care religiile de misterii îl dădeau zeului-erou. Potrivit interpretării sale, se disting două tipuri de comunități: comunități palestiniene care sunt legate de tradiția iudaică; comunități helenistice, întemeiate de Pavel din Tars, care au primit influența religiilor de misterii din Grecia.

## Traduceri în limba română
- Wilhelm Bousset, "Antihristul. Mărturii ale Bibliei și tradiției", Cuvânt înainte: A.H. Keane, Traducere și îngrijire ediție: Ramona Ardelean, Editura Herald, Colecția Logos, București, 2010, 256 p., ISBN: 978-973-111-169-8